# Mariela Spaceková
Mariela Spacek, (* 3. listopadu 1974 Dubrovnik, Jugoslávie) je bývalá reprezentantka Jugoslávie a od roku 1992 Rakouska v judu.

## Sportovní kariéra
Patřila mezi velké naděje jugoslávského juda, ale válka v Jugoslávii začátkem 90. let jí přinutila reprezentovat od roku 1992 Rakousko. Hned na první velké akci juniorském mistrovství Evropy vyhrála pro svou novou zemi první místo. Žila ve Vídni, kde se připravovala v klubu Schuh Ski a na přelomu tisíciletí v klubu Samurai.
V roce 1996 se kvalifikovala na olympijské hry v Atlantě, ale vypadla ve druhém kole. V dalších letech střídala tréninky se studiem architektury a v reprezentaci se objevila po dlouhé době a naposledy v roce 2001.

## Výsledky
| Turnaj             | Jugoslávie   | Jugoslávie   | Rakousko     | Rakousko     | Rakousko     | Rakousko     | Rakousko     | Rakousko     | Rakousko     | Rakousko     | Rakousko     | Rakousko     |
| Turnaj             | 1990         | 1991         | 1992         | 1993         | 1994         | 1995         | 1996         | 1997         | 1998         | 1999         | 2000         | 2001         |
| Turnaj             | 16           | 17           | 18           | 19           | 20           | 21           | 22           | 23           | 24           | 25           | 26           | 27           |
| Turnaj             | střední váha | střední váha | střední váha | střední váha | střední váha | střední váha | střední váha | střední váha | střední váha | střední váha | střední váha | střední váha |
| ------------------ | ------------ | ------------ | ------------ | ------------ | ------------ | ------------ | ------------ | ------------ | ------------ | ------------ | ------------ | ------------ |
| Olympijské hry     |              |              | —            |              |              |              | úč.          |              |              |              | —            |              |
| Mistrovství světa  |              | —            |              | —            |              | 7.           |              | —            |              | —            |              | úč.          |
| Mistrovství Evropy | —            | úč.          | —            | —            | —            | 7.           | —            | —            | —            | —            | —            | 3.           |
| ME juniorů         | 2.           | ?            | 1.           |              |              |              |              |              |              |              |              |              |